# 셜록 놈즈
《셜록 놈즈》(영어: Sherlock Gnomes)는 2018년 3월 개봉한 미국과 영국의 코미디, 모험, 판타지, 미스터리, 애니메이션 영화이다.
 존 스티븐슨이 감독을 케빈 세실, 앤디 라일리, 에밀리 쿡, 캐시 그린버그, 벤 자조브가 각본을 맡았다.
 영국판은 2018년 5월 11일에 미국판은 2018년 3월 23일에 대한민국은 2018년 10월 3일에 개봉되었다.

## 줄거리
지금까지의 셜록은 모두 잊어라!

런던 최대 불꽃놀이를 앞두고

도시 전체를 혼란에 빠뜨린 정원 요정 실종 사건이 발생했다!

최고의 탐정이자 추리의 귀재 ‘셜록 놈즈’와 그의 영원한 파트너 ‘왓슨’이 수사에 나서고,

사라진 가족들을 찾기 위해 ‘노미오’와 ‘줄리엣’까지 투입되어 합동 수사를 시작한다!

‘셜록’은 이 사건이 죽은 줄만 알았던 숙적 ‘모리아티’의 짓임을 알게 되고,

그가 숨겨놓은 단서를 찾아 나서는데…

## 출연진
- 조니 뎁 - 셜록 놈즈 목소리 역
- 에밀리 블런트 - 줄리엣 목소리 역
- 제임스 맥어보이 - 노미오 목소리 역
- 매기 스미스 - 레이디 블루베리 목소리 역
- 마이클 케인 - 레드브릭 경 목소리 역
- 치웨텔 에지오포 - 왓슨 박사 목소리 역
- 제이미 드메트리우 - 모리아티 목소리 역
- 스테판 머천트 - 패리스 목소리 역
- 메리 제이 블라이즈 - 아이린 목소리 역
- 켈리 애스버리 - 군즈 목소리 역
- 줄리오 보넷 - 맨키니 목소리 역
- 맷 루카스 - 베니 목소리 역